# Eschscholzia
Eschscholzia (Cham., 1820) è un genere di piante appartenente alla famiglia delle Papaveraceae, originario della parte occidentale del Nord America.
Il nome deriva dal botanico tedesco Johann Friedrich von Eschscholtz, il quale fu il primo, nel XIX secolo, ad introdurre in Europa come ornamentale una pianta appartenente a questo genere (Eschscholzia californica).

## Descrizione
Le piante incluse in questo genere sono tutte a portamento erbaceo ed a carattere sia perenne che annuale. La più nota è l'Eschscholzia californica, conosciuta sotto al nome comune di Escolzia o  Papavero della California. È una pianta erbacea perenne coltivata come annuale, originaria dell'Arizona, California e Oregon. Ha fusti prostrati che si allargano a formare dei cespugli alti 40–50 cm, di colore verde glauco, con foglie eleganti, alterne, picciolate, frastagliate di colore verde cinerino, portanti fiori singoli, con 4 petali obovati liberi, di colore bianco, giallo o arancio, con varietà di colore tendente al rosso vivo. La fioritura è estiva. I semi, piccoli e numerosissimi, sono contenuti in un baccello lungo 4–5 cm.

## Tassonomia
All'interno del genere Eschscholzia sono attualmente incluse le seguenti 15 specie:
- Eschscholzia androuxii Still
- Eschscholzia caespitosa Benth.
- Eschscholzia californica Cham.
- Eschscholzia elegans Greene
- Eschscholzia glyptosperma Greene
- Eschscholzia hypecoides Benth.
- Eschscholzia lemmonii Greene
- Eschscholzia lobbii Greene
- Eschscholzia minutiflora S.Watson
- Eschscholzia palmeri Rose
- Eschscholzia papastillii Still
- Eschscholzia parishii Greene
- Eschscholzia procera Greene
- Eschscholzia ramosa (Greene) Greene
- Eschscholzia rhombipetala Greene

## Usi
- Come pianta ornamentale nei giardini per decorare aiuole e bordure, in vaso sui terrazzi, e per la produzione industriale del fiore reciso in boccio utilizzati negli appartamenti[2].
- Gli indigeni del Nord America la utilizzavano come alimento e come pianta medicinale, sfruttando le proprietà delle sostanze contenute nella pianta come gli alcaloidi benzilisochinolinici e benzofenantridinici, tipo protopina, allocriptopina, sanguinarina, escholtzina, californidina, berberina, lauroscholtzina, criptopina, chelidonina e cheleritrina, i glucosidi flavonici, i fitosteroli, i carotenoidi, e le piccole quantità di morfina.

### Proprietà medicinali
- La soluzione idroalcolica delle sommità in fiore viene utilizzata per le sue proprietà antispasmodiche e contro l'insonnia e gli stati d'ansia, dato che agisce sul sistema nervoso centrale, nonché le neuropatie infantili.
- Gli indiani d'America utilizzavano le foglie cotte o bollite perché attribuivano loro proprietà contro le coliche biliari e intestinali, il mal di denti.[3]

## Coltivazione

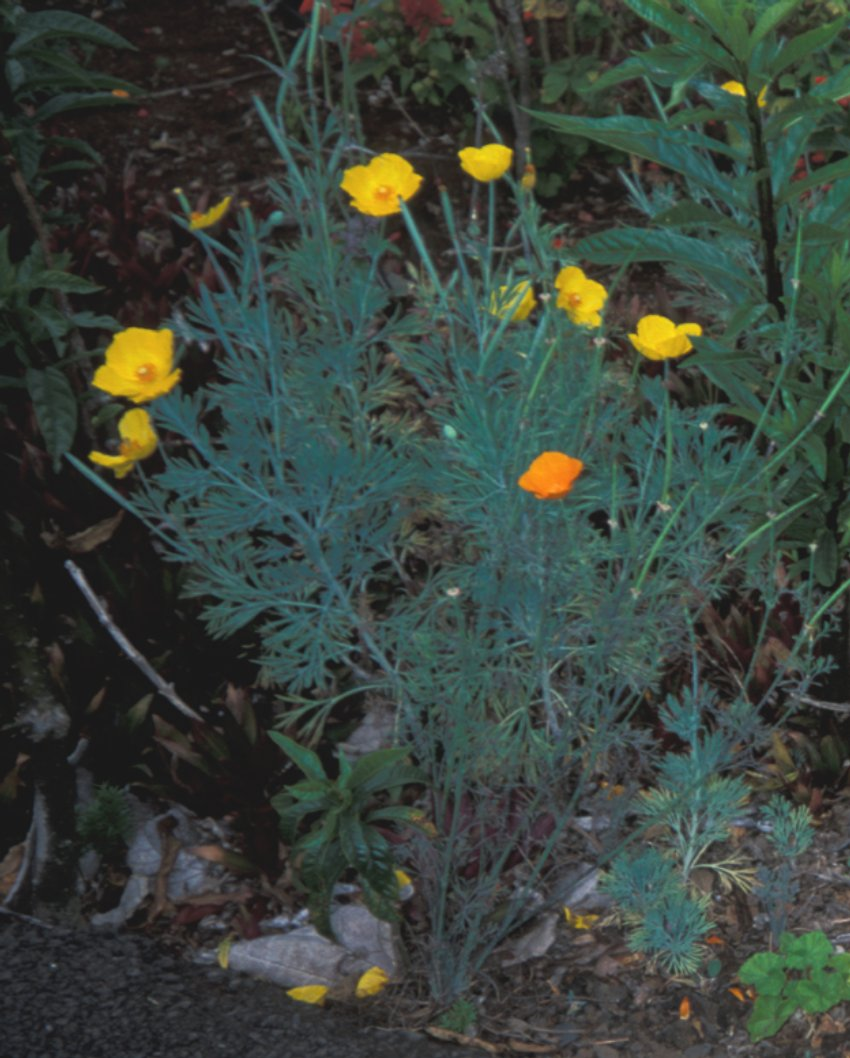
Eschscholzia californica

Piante vigorose, gradiscono esposizioni soleggiate, temono il gelo e non sopravvivono alle temperature invernali; per tale motivo vengono coltivate come annuali. Richiedono terreno soffice, misto a sabbia, ma si adattano anche a terreni argillosi purché ben drenati; moderate concimazioni liquide per le piante coltivate in vaso, annaffiature frequenti ma non eccessive.
La moltiplicazione avviene con la semina a dimora in aprile e successivo diradamento.

### Avversità
- Lumache - procurano gravi danni alle foglie.
- Afidi -  l'attacco degli insetti, se in numero notevole, può causare gravi danni, compromettendo la fioritura.
- Ragnetto rosso - provoca seri danni alle parti epigee colpite.